# Apep
Apep (trong tiếng Hy Lạp còn gọi là Apophis) là một con rắn quỷ khổng lồ độc ác, kẻ cai trị bóng đêm và sự hỗn loạn của Ai Cập. Kẻ thù lớn nhất của nó chính là thần mặt trời Ra. Theo thần thoại, Apep được sinh ra từ bãi nước bọt của nữ thần Neith, do đó được gọi là "Người được phun ra". Neith cũng là mẹ của thần cá sấu Sobek. Không giống như người anh em của mình, tuy mang dáng vẻ của một con vật hung dữ nhưng Sobek vẫn có nhiều tính tốt.

## Tên gọi
Được cho là đã có mặt từ thời nguyên thủy, nhưng Apep không được nhắc tới cho đến thời kỳ Trung vương quốc. Dưới thời Tân vương quốc, Apep mới xuất hiện trong các văn bản tang lễ dưới địa ngục, điển hình là Amduat. Là đại diện của những cái xấu xa nhất, Apep được gọi với nhiều cái tên: "Con thằn lằn độc ác", "Kẻ quấn lấy thế gian", "Kẻ thù của Ra", "Con rắn của sự tái sinh". Apep không bao giờ bị đánh bại hoàn toàn, nó chỉ tạm thời thất thế trước Ra và lại tái sinh vào đêm hôm sau, bắt đầu một cuộc chiến. Apep bị người Hy Lạp ghét bỏ, nhưng có đến hai vị vua khi đăng quang đã đặt tên ngai của mình theo Apep, đó là Apophis của Vương triều thứ 14 và Apophis của Vương triều thứ 15.

## Xuất hiện
Apep là một con rắn khổng lồ và thường cuộn mình thành nhiều khúc. Trên các bức vẽ, Apep bị giết theo nhiều cách khác nhau. Trong một số ngôi mộ, thần Ra dưới hình dạng mèo (hiện thân của Bastet) đã chặt Apep bằng một nhát dao. Ở một số cảnh khác, Atum hoặc Seth là người tiêu diệt con quái vật này.
Trong ngôi mộ của Ramesses VI (KV9), 12 cái đầu người được vẽ trên đầu của Apep tượng trưng cho những linh hồn mà Apep đã nuốt phải, được giải phóng khi Apep bị tiêu diệt và bị giam giữ lại khi nó hồi sinh. Do đó, Apep còn có tên là "Kẻ nuốt những linh hồn".

## Thần thoại
Câu chuyện về những trận đánh của Ra và Apep được sáng tạo trong thời Tân vương quốc. Khoảnh khắc mà Ra đánh nhau với Apep chính là bắt đầu từ lúc chập tối đến gần sáng. Khi bình minh ló dạng, đó cũng là lúc con thuyền barque vượt ra khỏi địa ngục, và Ra lại được thanh lọc bởi nữ thần phương đông Iabet.
Apep là con quỷ có khả năng thôi miên tất cả các vị thần, ngoại trừ ác thần Seth, người có thể giết Apep chỉ với một mũi giáo lớn. Chính vì là người duy nhất không bị khuất phục trước sức mạnh của Apep nên Seth thường tỏ ra kiêu ngạo, dọa nếu không được tôn trọng, ông sẽ tạo ra một trận bão lớn. Quá mệt mỏi với điều này nên đôi khi Ra thường đuổi Seth ra khỏi con thuyền barque.
Quay trở lại Apep, vào mỗi đêm, con quái vật này thường bắt giữ con thuyền bằng cách siết chặt con thuyền bởi những khúc cuộn to lớn của nó. Hoặc nó sẽ khuấy động cả vùng nước nguyên thủy của Nun, tạo ra những trận lũ lụt để nhấn chìm con thuyền.
Một đội quân gồm tất cả các vị thần lớn và nhỏ (những vị thần vô danh, xuất hiện dưới dạng những con khỉ) đều dồn lực đánh lại nó. Những linh hồn người chết cũng hợp sức chống lại Apep để giữ trật tự Ma'at. Con quỷ Apep nuốt Ra, nhưng ông đã khoét một lỗ ngay bụng nó để thoát.
Tương tự Seth, Apep cũng liên quan đến những hiện tượng tự nhiên đáng sợ vào thời đó như nhật thực - nguyệt thực, bão tố và động đất. Cả hai đều được coi là những vị thần phương bắc, nơi mà người Ai Cập cho là lạnh lẽo, tăm tối, đầy nguy hiểm. Tuy nhiên, Seth vẫn có vài ưu điểm không phải là hiểm ác hoàn toàn như Apep.

## Thờ cúng
Apep không được thờ phụng như một vị thần vì người Ai Cập cổ đại cho rằng không thể thờ một con quái vật độc ác thế này được.
Các thầy tư tế của Ra thường tiến hành những nghi lễ để giúp ông tiếp tục cuộc hành trình của mình trên bầu trời. Trong một nghi lễ hằng năm, gọi là "Trục xuất Apep", một bức tượng của Apep sẽ bị đập nát, ném bùn vào đó và sau đó bị thiêu đốt; cầu cho một năm yên lành tránh khỏi tai họa từ Apep.
Một quyển sách với tên gọi "Cuốn sách đánh bại Apep" hay "Sách của Apophis", trong đó tập hợp tất cả những thần chú, nghi lễ phép thuật dùng để đánh bại Apep được viết bởi những thầy tế vào thời Tân vương quốc.